# 恩代湖
67°50′N 92°46′E / 67.84°N 92.76°E
恩代湖（俄语：Эндэ），是俄羅斯的湖泊，位於該國中部，由克拉斯諾亞爾斯克邊疆區負責管轄，面積11.5平方公里，海拔高度207米，集水區面積1,540平方公里。